# Сандра Спасовски Јанковић
Сандра Спасовски Јанковић (Београд, 30. октобар 1978) српска је позоришна, телевизијска, филмска и гласовна глумица.

## Биографија
Сандра Спасовски Јанковић рођена је у Београду 30. октобра 1978. године. Завршила је глуму на Академији уметности у класи проф. Ивана Бекјарева. У београдским позориштима одиграла је преко тридесет наслова, неки од њих су "Хамлет машина" као Офелија, "Ричард III" као принц од Јорка; "Ко се боји Вирџиније Вулф" као Хани; "Чикашке перверзије" као Дебора... Један је од оснивача драмског студија "Театрић" у Београду. Такође се бавила синхронизацијом за студио Лаудворкс као и за Хепи ТВ и продукцију Вамос.

## Филмографија
| Год.  | Назив           | Улога               |
| ----- | --------------- | ------------------- |
| 2005. | Флерт           | Васа                |
| 2007. | Љубав и мржња   | Сандра              |
| 2009. | Забрањена љубав |                     |
| 2010. | Куку, Васа      |                     |
| 2020. | Неки бољи људи  | Данијела            |
| 2023. | Мања            | Флојдова директорка |

## Улоге у синхронизацијама
| Година | Цртани филм  | Улога                                                                 |
| ------ | ------------ | --------------------------------------------------------------------- |
| 2008.  | Винкс (С3)   | Шимера, Луси, Мирта, Дафни, Набуова мајка, Коралија, сирена старешина |
| 2014.  | Винкс (С6)   | Лејла, Техна, Грифин, Карамел                                         |
| 2022.  | Спин фајтерс | Макси                                                                 |